# Гай Лузий Спарс
Гай Лузий Спарс (на латински: Gaius Lusius Sparsus) е политик и сенатор на Римската империя през 2 век.
През 156 г. той е суфектконсул заедно с Квинт Канузий Пренестин.